# Partito Nazionale Rifondato del Sudafrica
Il Partito Nazionale Rifondato del Sudafrica (in afrikaans Herstigte Nasionale Party van Suid-Afrika, HNP) è un partito politico sudafricano di estrema destra, fondato, nell'ottobre 1969, da una scissione della destra del Partito Nazionale, il partito di governo, che rappresentava la maggioranza dei partiti dei bianchi durante il periodo della segregazione razziale e dell'esclusione della maggioranza nera Bantu. Fondatori dei nazionalisti-rifondati furono Albert Hertzog, figlio dell'ex Primo ministro del Sudafrica il generale J.B.M.Hertzog, e da Willie Marais, Louis Stofberg e Jaap Marais, anch'essi membri dell'N.P.
La motivazione della scissione fu la reazione alla presunta attenuazione della politica di apartheid portata avanti dal N.P., accusato di non applicare tale politica in modo rigoroso ma anche come reazione dell'allontanamento di Hertzog e dei suoi seguaci dal governo (Hertzog era infatti stato, fino ad allora, Ministro delle Poste). Il nome del nuovo partito fu scelto per rispecchiare le vicende dell'Herenigde Nasionale Party (Partito Nazionale Riunificato), un nome utilizzato da Daniel François Malan per sconfiggere Jan Smuts nelle elezioni del 1948, e quindi il nome fu scelto per richiamare le radici che l'N.P sembrava aver abbandonato. 
Considerandosi il vero HNP, aveva nel simbolo originale tre corni da caccia (anziché uno solo su sfondo arancione) in un scudo rosso con la scritta "Stryd" (lotta), inscritto nella bandiera arancione, con le tre date del 1914 (fondazione del primo Partito Nazionale), 1934 (nascita del Partito Unito assieme ai fascisti sudafricani) e del 1969. Ufficialmente ora viene usato un simbolo diverso: la scritta HNP con un uomo a cavallo.
Dopo la morte di Hertzog divenne leader del partito Jaap Marais. Già dopo quattro anni, nel 1973, l'HNP subì un'ulteriore scissione dell'ala più dura guidata da Eugène Terre'Blanche, che diede vita con altri ultranazionalisti all'Afrikaner Weerstandsbeweging (AWB), un altro piccolo gruppo ma sostenitore dell'indipendentismo afrikaner, vicino al neonazismo e dotato di un braccio paramilitare, e in seguito più enfasi su tematiche religiose, sebbene anche il HNP chiedesse il ritorno del calvinismo come religione di Stato; tuttora l'articolo 2 del partito recita comunque che «le Sacre Scritture (...) interpretate nella riforma calvinista, di cui siamo gli eredi riconoscenti, formano la base della filosofia di vita del partito» e riferimento a Dio sono presenti nell'articolo 3 (l'articolo 3.1 è intitolato "Sovranità di Dio") e 5.
Oggi il HNP è un partito molto minoritario e non elegge deputati dagli anni '70 (specie dopo il crollo elettorale nel 1994), non presentandosi da solo alle elezioni nazionali dal 1989. Una parte è confluita, con parte del Partito Conservatore e i dissidenti del Partito Nazionale, nel Fronte della Libertà Più, il principale partito parlamentare afrikaner del Sudafrica post-apartheid.

## Storia

### Dagli anni '70 alla fine dell'apartheid
Dopo aver raccolto fra il 3,3 e il 3,5% alle elezioni generali del 1970, 1974 e 1977, l'HNP, alle elezioni del 1981, ottenne il 14,1% dei suffragi. HNP, alle elezioni del 1987, calò al 2,9%, ed, alle elezioni dell'89, raccolse solo lo 0,25% dei suffragi. Il calo dei nazionalisti fu dovuto alla nascita a metà degli anni '80 del Partito Conservatore nato per rappresentare l'elettorato di destra scontento delle aperture dell'N.P.
Sebbene non usasse i modi espliciti e i toni del Conservative Party, fin dalla sua fondazione l'HNP non ha mai voluto l'abbandono del tipo di politica portato avanti fino ad allora in Sudafrica. Rifiutando di scendere a patti con l'ala più progressista del N.P quando questo era al governo, l'HNP è stato sempre fautore del ritorno dell'apartheid più rigoroso con la popolazione nera relegata nei Bantustan.
Non riuscendo ad ottenere seggi nel Parlamento sudafricano, HNP ben presto divenne una voce d'opposizione estremamente debole, specialmente quando, finito l'apartheid negli anni '90, l'African National Congress fu reso legale e il NP si trasformò e si sciolse nel 2005, e da allora la scena è dominata da due partiti misti a predominanza nera, ANC e Alleanza Democratica, emarginando le ali estreme nostalgiche, spesso in disaccordo tra loro sulla questione indipendentista, fatta propria dall'AWB ma rifiutata da buona parte dell'HNP.

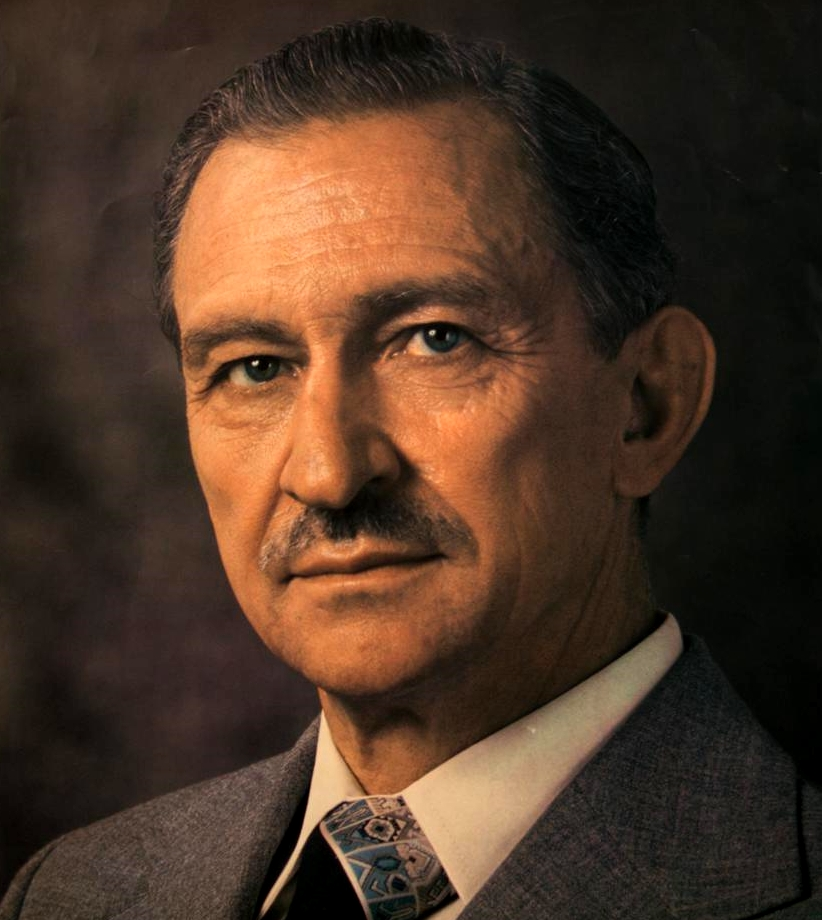
Jacobus Albertus "Jaap" Marais, storico leader dell'HNP fino alla sua scomparsa nel 2000.

### Declino
L'ultima volta che il HNP si presentò alle elezioni nazionali del Sudafrica fu nel 1989, e ottenne solo lo 0.2% e nessun seggio sebbene supportato anche dall'Afrikaner Weerstandsbeweging e del Boerestaat Party. Sotto la leadership di Jaap Marais, il partito si unì, nel 1991, all'Afrikaner Volksfront del generale Constand Viljoen, una coalizione che riuniva vari partiti contrari alle aperture e alle riforme del presidente Frederik Willem de Klerk ma il Fronte crollò nel 1994 quando molti dei partiti che lo componevano rifiutarono di partecipare alle prime elezioni multirazziali della storia del Sudafrica. 
La stessa opposizione dell'HNP alla costituzione di una patria afrikaner (Volkstaat) gli costò la sua leadership nell'Afrikaner Volksfront. Lo stesso leader, Jaap Marais, prolifico autore di libri, opuscoli e pamphlet assortiti, ha dato un forte contributo nel seminare dissenso fra i compagni di un tempo e non ha mai nascosto il suo disprezzo per Viljoen e per gli altri leader del Fronte tanto che alla fine l'HNP si è allontanato da Viljoen e non si è unito al suo nuovo Fronte della Libertà Plus.
Il risultato di questi contrasti è stato il ridimensionamento del partito che è diventato una forza ormai insignificante nel panorama politico sudafricano contemporaneo, sostenendo ancora la supremazia dei bianchi afrikaner.
Il partito ha anche un organo ufficiale chiamato Die Afrikaner che però viene pubblicato con una cadenza non regolare, adesso sempre più rara ed ha un motto che recita così: Dié Land is ons Land ("Il Paese è il nostro Paese").
Il motto del partito è invece Vaterland, Volkskap, Vryheid ("Patria, Nazionalità e Libertà)

## Lettera aperta alla FIFA
Il 27 giugno 2006, in pieno svolgimento, in Germania, dei Campionati mondiali di calcio giunse a Zurigo una lettera alla FIFA indirizzata al Segretario generale Joseph Blatter, da parte dell'HNP e firmata dal segretario Louis Van Der Schyff.
Essa voleva avvertire l'organo supremo del calcio mondiale circa l'inadeguatezza del Paese e del governo dell'ANC nell'organizzazione dei Mondiali in Sudafrica nel 2010, visti i problemi di sicurezza e di criminalità che caratterizzano il Paese dalla fine dell'apartheid.